# Mohsin Hamid
Mohsin Hamid, född 23 juli 1971 i Lahore, Pakistan, är en brittisk-pakistansk författare. 
Hamid har studerat ekonomi vid Harvard- och Princetonuniversiteten i USA. Han har arbetat som managementkonsult i New York och som frilansjournalist i Lahore. Efter att länge ha bott i New York och London flyttade han 2009 tillbaka till Lahore.

## Priser och utmärkelser
- Betty Trask Award 2001 för Moth smoke